# Pólo

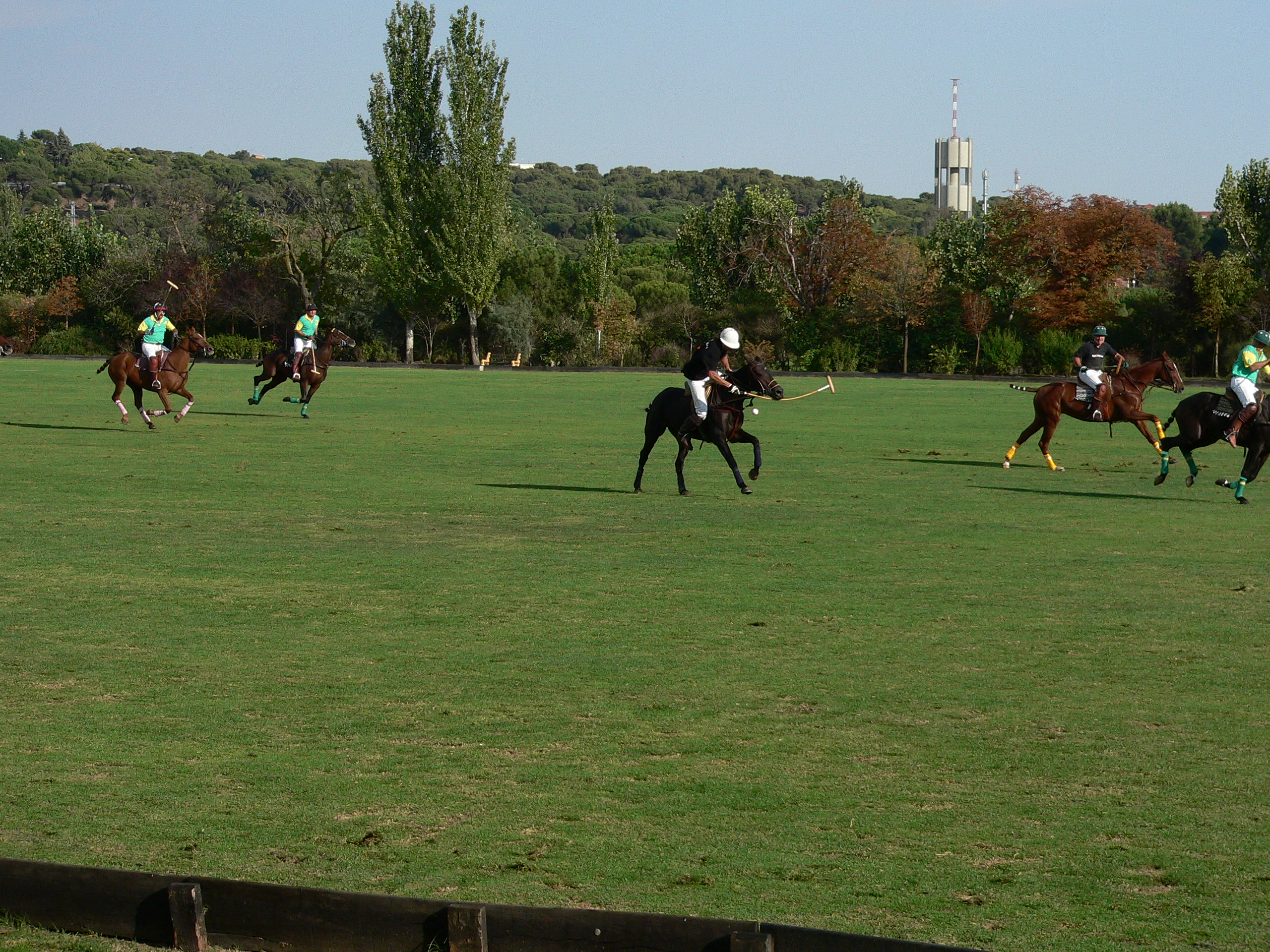
Pólo

Pólo (z tibetského pu-lu) je kolektivní jezdecký sport, ve kterém proti sobě nastupují na venkovním hřišti dva čtyřčlenné týmy jezdců na koních. Cílem je dostat za pomoci dlouhé pálky míček do branky soupeře. 

## Historie
Hra vznikla v Persii pravděpodobně v 6. století př. n. l., zachovaly se zmínky v perských básních. Peršané stanovili první pravidla hry. Z Persie se hra do Japonska a Indie dostala jako zábava urozených. V 50. letech 19. století se pólo od indické šlechty naučili hrát v Manipuru britští husaři – kolonizátoři. V roce 1859 byl v Silcharu založen první klub póla. Hra byla importována do Velké Británie, v roce 1876 pak zásluhou J. G. Benneta do Spojených států, s novými osadníky se dostává do Argentiny.
Dnes se kromě výše zmíněných zemí nejvíce hraje v Číně, Japonsku, Tibetu, Manipuru, Mongolsku a ve Švýcarsku. Je rozšířen v 39 státech světa, kde působí 583 klubů póla. Několik klubů působí i na území Česka.

## Jak se hraje

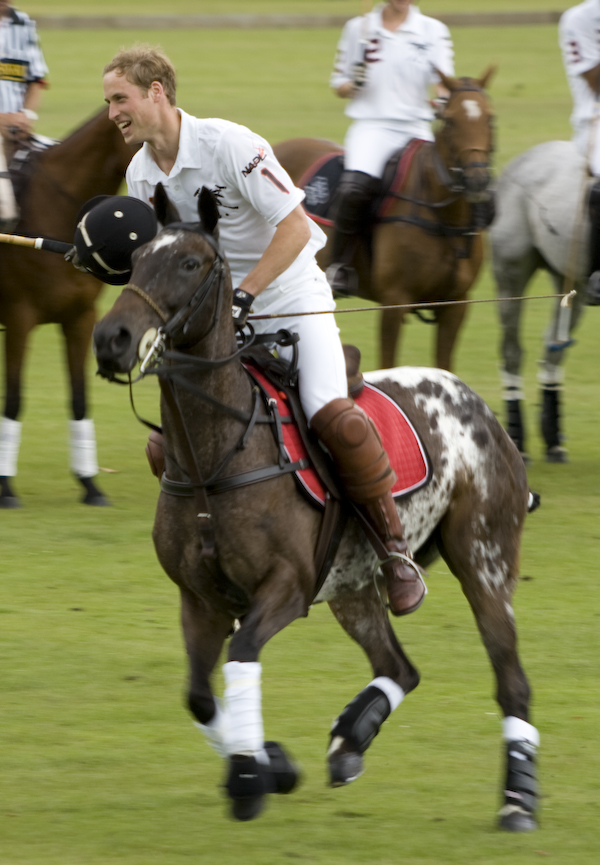
Princ William, vnuk britské královny Alžběty II., hraje polo.

Dva týmy po čtyřech jezdcích proti sobě nastupují na hřišti 274 × 146 metrů. Zápas je rozdělen na několik úseků. Jeden úsek, tzv. „čaka“ (chukka) trvá 7 minut, odděluje je 3 až 5 minut dlouhá přestávka. Jeden zápas se obvykle skládá z 6, někdy jen ze 4 nebo až z 8 úseků. 
Na hřišti je vyznačeno několik čar odpalu (27, 36 a 54 metru), středové T pro úvodní vhazování a postranní čáry. Na užších stranách jsou umístěny branky, branka je tvořena dvěma sloupky 7,63 m vzdálenými bez příčného břevna. U každé branky jsou dva brankoví rozhodčí, kteří sledují, zda míček prošel brankou regulérně. Hru řídí jeden rozhodčí, kterému sekundují čároví.
Je také možné, aby byl zápas odehrán ve speciální hale na koňské pólo. Ta je ale menší než samotné hřiště (např. 66 × 33). Díky tomu se koně nedají tolik ovládat a počet hráčů je oproti klasickému venkovnímu pólu snížen.
Každý hráč má přidělený handicap v rozsahu -2 až +10, součet handicapů všech hráčů určuje celkový handicap týmu. Rozdíl handicapů určuje počáteční skóre zápasu.
K vybavení hráče patří pálka (mallet), rukavice, přilba, chrániče kolen a samozřejmě kůň. 
Těch má každý hráč několik, většinou s jedním neodehraje více než 2 úseky hry. Nejlepšího koně si nechává na závěrečný úsek, který bývá většinou rozhodující. Kůň musí mít na nohou bandáže, které ho chrání před úderem pálkou, ocas musí být zapletený aby se do něj pálka nezamotala.
Koně jsou kříženci argentinských Criollos a Anglických plnokrevníků (k. v. do 150 cm). Říká se jim Pólo pony. Nejsou ovšem zapsáni jako samostatné plemeno. Musejí být rychlí, obratní. 
Pálka je 122 až 135 cm dlouhá, hlava je doutníkového tvaru a má 25 cm. Hráč musí pálku držet v pravé ruce.
Míček je buď plastový nebo z vrbového kořene, průměr 7,6 až 8,9 cm a váha 99 až 128 gramů.

## Pólo v Česku
V Česku tento sport není příliš rozšířený, ale působí zde několik klubů. Nejstarší Prague Polo Club vznikl v roce 2008. Jeho působištěm jsou stáje „Ostrov“ u Chlumce nad Cidlinou, které patří šlechtickému rodu Kinských, majitelům chlumeckého zámku Karlova Koruna. Zdejší chov nechal zřídit hrabě Oktavián Kinský, jenž byl vášnivým milovníkem koní, spoluzakladatel Velké pardubické. Dnes ke stájím patří dvě venkovní hřiště na pólo a jedna krytá hala. Zde se také konal první zápas Česka proti Slovensku.

## Poznámka
Jiným kolektivním sportem hraným na koních je horseball. 

## Mezinárodní zápasy

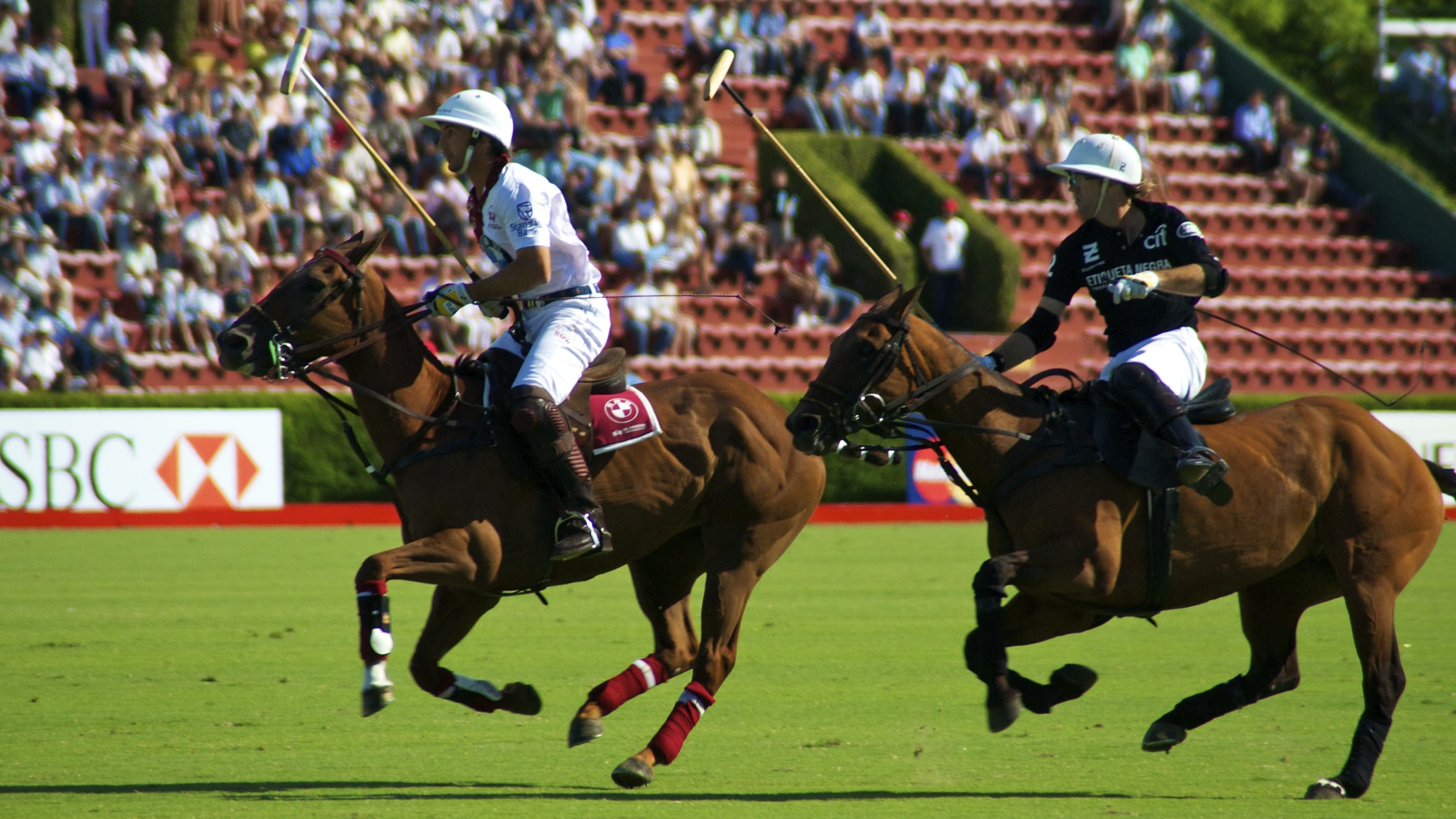
Argentine Open 2010.

- Argentine Open – hraje se v listopadu v Palermu a Buenos Aires
- World Cup – hraje se v dubnu v Palm Beach na Floridě
- Gold Cup – hraje se v červenci v anglickém Cowdray Parku
- Windsor Park International – hraje se v červenci v Anglii
- Polo World Championship – hraje se v srpnu ve francouzském Deauville